# Gina Lynn
Gina Lynn, pseudoniem van Tanya Mercado, (Mayagüez (Puerto Rico), 15 februari 1974) is een Puerto Ricaanse pornoactrice.

## Biografie
Gina Lynn is geboren uit Puerto Ricaanse en Italiaanse ouders, en groeide op in Jackson Township, New Jersey. Ze startte met werken als striptease danseres gedurende de laatste jaren aan de katholieke High School in 1997. Tegelijkertijd begon ze ook te poseren als model voor het mannenblad Chéri, en startte ze met acteren in pornofilms. Lynn was ook te zien in de videoclip van het nummer Superman van Eminem, verder trad ze ook op in de film Analyze That.

## Filmografie (selectie)
- A Girl's Affair 42 (2000)
- Wet Cotton Panties 13 (2000)
- Kiss of the Black Widow (2001)
- Strap-on Sally 17 (2001)
- Analyze That (2002) (onvermeld, reguliere film)
- Strap-on Sally 19 (2002)
- Strap-on Sally 18 (2002)
- Eminem: Superman (feat. Dina Rae) (2003) (videoclip)
- Undercover Operations: Special Agent 69 (2003)
- Strap-on Sally 20 (2003)
- 10 Magnificent Blondes (2003)
- Wild on X: Cum Guzzlers 1 (2004)
- Gina Lynn Unleashed (2004)
- Gina Lynn Reinvented (2004)
- Darkside (2004)
- An Intimate Affair with Gina Lynn (2005)
- Virtual Blackjack with Gina Lynn (2006) (videogame)
- I Love Gina (2006)
- Gina Lynn's DDs & Derrieres 2 (2006)
- Assmonster: The Making of a Horror Movie (2006)
- Top Notch Bitches 6 (2007)
- Licensed to Blow 3 (2007)
- Drowning in Bitch Juice 2 (2007)
- Black Attack 2 (2007)
- Not the Bradys XXX: Marcia, Marcia, Marcia! (2008)
- Oil Overload 1 (2008)
- Still a Teen Movie (2009) (reguliere film)
- Laly's Angels (2010)
- This Ain't Baywatch XXX (2010)
- Once You Go Black 5 (2010)
- Lesbian Lust (2010)
- I Love Gina 2 (2010)
- Big Boob Blondes (2010)
- Once You Go Black 6 (2011)
- Rap Sucks (2011) (reguliere film)
- Pornstars Punishment 4 (2011)
- Calvin's Dream (2011) (reguliere film)
- Mancation (2012) (reguliere film)
- Super Cougar Gina Lynn (2012)

## Prijzen
- 2005 AVN Awards - Beste Gonzo-release voor Gina Lynns Darkside
- 2008 F.A.M.E. Awards - Favoriete kont
- AVN Hall of Fame